# Méfloquine

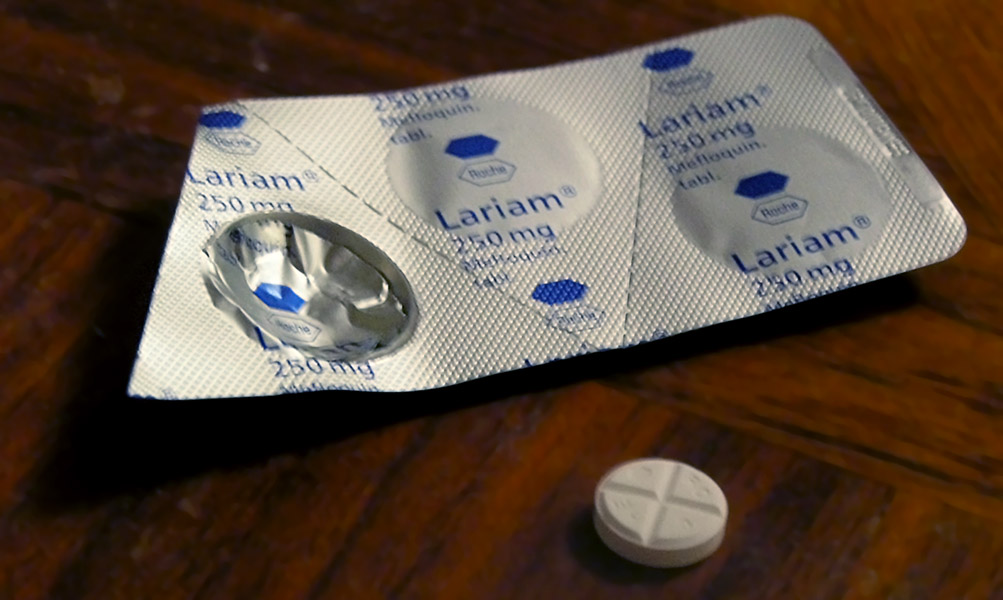
Comprimés de Méfloquine (Lariam) 250 mg

La méfloquine est un antipaludique schizonticide sanguin, administré par voie orale.
C'est un des principaux médicaments utilisés dans la chimioprophylaxie du paludisme, mais devenu moins efficace, car diverses souches de paludisme sont devenues résistantes à ce médicament.
Si un traitement préventif correctement pris est suivi d'un accès palustre (crise de paludisme), ou qu'une posologie curative correcte n'est pas suivie d'amélioration dans les 48-72 heures et que la parasitémie persiste, une résistance à la méfloquine de la souche de Plasmodium est probable. Un autre traitement antipaludéen devra être prescrit.
Son principe actif est la molécule 4-quinoléine-méthanol parfois désignée par l'abréviation MQ, et dont le Code ATC est P01BC02.

Méfloquine

C'est le principe actif de médicaments tels que le Lariam (du laboratoire Roche). 
Ce médicament n'est délivré que sur prescription médicale en France.
Développé à l'origine par et pour l'armée des États-Unis, il a été écarté par celle-ci en 2009.

## Caractéristiques
- goût désagréable (amer et légèrement piquant), dû à la méfloquine ;
- traitement à commencer 10 jours avant le voyage en zone d'endémie, avec une seconde prise 3 jours avant le départ, puis une prise par semaine - à jour fixe - selon la posologie prescrite par le médecin (selon le poids et l'âge). Le cachet est à avaler sans le croquer, avec un verre de liquide, si possible au cours d'un repas.
Chez l'enfant de moins de 6 ans ainsi ou les patients ayant des troubles de la déglutition, à écraser et dissoudre dans de l'eau.
Pour limiter le risque de crise de paludisme par reviviscence de formes intrahépatiques (parasites logés dans le foie), et du fait de la longue demi-vie de la méfloquine, la dernière prise se fait 3 semaines au moins après le retour de la zone d'endémie ;
- à éviter en prophylaxie chez les enfants de moins de 15 kg en l'absence de données cliniques ;
- en traitement curatif, 25 mg/kg sont administrés en moins de 24 heures, avec une dose totale répartie en 2 à 3 prises pouvant être espacées par un intervalle de 6 à 12 heures pour limiter les effets négatifs. Le schéma posologique est proposé par le médecin selon la condition du patient. Sauf cas particuliers justifiés par le médecin, ne pas  traiter les nourrissons de moins de 3 mois ou de moins de 5 kg avec ce médicament ;

## Effets indésirables
La méfloquine est généralement bien tolérée par l'adulte ou l'enfant, avec parfois cependant des nausées, vomissements, diarrhée, maux de tête, étourdissements, éruption cutanée, prurit et douleurs abdominales (ces effets pouvant aussi être dus à la maladie, dans les cas de traitement curatifs). La fréquence des effets indésirables est similaire à ce qui est observé avec d'autres antipaludéens mais peuvent être très sérieux et invalidants.
Des troubles plus indésirables se manifestent : cardiovasculaires, tels que la bradycardie, ou neuropsychiatriques. Dans ces deux cas, le patient doit être étroitement surveillé et il faut cesser la prophylaxie ou la thérapie et consulter en urgence un médecin connaissant la molécule.

### Pneumopathie
La Food and Drug Administration signale un lien avec certaines formes de pneumonie (dont la pneumonie à éosinophiles).

### Troubles cardiaques
La méfloquine peut causer des anomalies du rythme cardiaque. La combinaison de méfloquine avec d'autres médicaments qui provoquent des effets similaires, comme la quinine ou la quinidine, peut augmenter ces effets.

### Troubles neurologiques et psychiatriques
En 2013, la Food and Drug Administration a imposé que la notice de la boîte de méfloquine mentionne que le traitement peut causer des problèmes de santé mentale (Anxiété, attaque de panique, crises très déstabilisantes, trouble de la parole, trouble de la marche, hallucinations, peur, troubles de l'attention, dépression, comportement inhabituel, idées suicidaires…) (Voir brochure du Laboratoire Roche - 12 pages de juin 2013 ) ; un cas de suicide spectaculaire par arme blanche a été décrit en 2006 . 
L'alerte de la FDA a été renforcée (de même que le Guide de Médication du patient) par la mention obligatoire (dans un encadré) que des troubles psychiatriques pourraient perdurer des années après l'arrêt du traitement, voire entraîner des séquelles neuro-psychiatriques définitives,,.
Des troubles graves du système nerveux central nécessitant une hospitalisation sont signalés chez environ une personne sur 10 000 prenant de la méfloquine[réf. souhaitée].

Des troubles moins sévères (étourdissements, maux de tête, insomnie, rêves intenses, rêves vivides…) touchent 25 % des personnes prenant de la méfloquine.

## Résistances croisées
Selon l'OMS, des souches de Plasmodium falciparum résistent à la méfloquine :
- dans certaines parties du Sud-Est asiatique (zones thaïlandaises frontalières avec le Cambodge et la Birmanie) ;
- en Afrique de l'Ouest.

Une résistance croisée de Plasmodium falciparum à la méfloquine et à l'halofantrine est reconnue. Ceci implique qu'il ne faut pas utiliser l'halofantrine pour traiter un patient qui semble être touché par une souche de Plasmodium falciparum suspectée de résistance à la méfloquine.

## Action médicamenteuse
L'action de cette molécule est schizonticide mais n'est active sur aucune des formes hypnozoïtes intrahépatiques d'aucune espèce de Plasmodium. Elle ne vise que les formes intra-érythrocytaires de
- Plasmodium falciparum,
- Plasmodium vivax,
- Plasmodium malariae,
- Plasmodium ovale.

## Divers
La méfloquine fait partie de la liste des médicaments essentiels de l'Organisation mondiale de la santé (liste mise à jour en avril 2013).
Le médicament est premièrement approuvé et vendu en Suisse en 1985 .
Le musicien Stromae témoigne dans le reportage Malaria Business avoir souffert des effets indésirables du médicament : hallucinations, angoisse, crises de folie, paranoïa. Il aurait même songé au suicide.